# Karma (Barga)
Pour les articles homonymes, voir Karma (homonymie).
Karma est une localité du Burkina Faso, dans le département de Barga, la province du Yatenga et la région du Nord.

## Situation
Karma se trouve à 17 km d'Ouahigouya et à la même distance de Barga.

## Population
Lors du recensement de 2006, on y a dénombré 895 habitants.

### Articles liés
- Massacre de Karma (avril 2023)